# Olef
L'Olef est une rivière de Belgique et d'Allemagne, affluent de l'Urft qui coule en Eifel allemande et à proximité du plateau des Hautes Fagnes en Belgique. En Allemagne, elle coule sur le territoire de la commune d'Euskirchen (Rhénanie-du-Nord-Westphalie) et en Belgique sur la commune de Bullange à proximité de Rocherath où elle fait office de frontière entre les deux pays sur près de 5 kilomètres au niveau de la profonde vallée du haut-cours de la rivière.
La source de la rivière se trouve dans la Zitterwald à proximité de Hollerath. La rivière alimente le barrage de l'Olef (de : Oleftalsperre) pour se diriger vers les localités de Hellenthal et Schleiden, avant de se jeter dans l'Urft à Gemünd. La région est au cœur du Parc national de l'Eifel.